# Oskar Spielmann
Oscar Spielmann (též Oskar Spielmann, 25. dubna 1901 Brno – 20. února 1974 Toulon) byl česko-židovský malíř a grafik dlouhodobě žijící ve Francii a Francouzském Alžírsku. 

## Životopis

### Mládí
Narodil se v německy mluvící židovské rodině v Brně. Studoval malbu na Uměleckoprůmyslové škole ve Vídni a poté na Akademii výtvarných umění v Praze u prof. Karla Krattnera, kterou absolvoval roku 1926. Následně získal stipendijní Římskou cenu (Prix de Rome), díky níž odcestoval na studijní cestu do Itálie. Po návratu získal cestovní stipendium po Německu. 

### V Alžírsku
V létě roku 1931 odcestoval do Paříže, aby zde dokončil své umělecké vzdělání. Navštivil zde uměleckou koloniální výstavu a mj. se zde seznámil se zde žijícím českým malířem Františkem Kupkou. Ten jej podpořil k cestě do Francouzského Alžírska, kam Spielmann, v doprovodu své partnerky Eugénie Tchec (1904-1977), rovněž malířky, odcestoval. Umělecký pár se záhy trvale usadil ve městě Alžíru. Přečkali zde též události druhé světové války. Po patnácti letech práce v Alžírsku, a také Maroku a Tunisku, byly jeho snahy a talent odměněny udělením Velké umělecké ceny Alžírska (Grand prix artistique de l'Algérie) v roce 1945. Jeho poslední výstava v Alžíru se datuje do roku 1960.
Po získání nezávislosti Alžírska na Francii, a osm let trvající válce v zemi, roku 1962 našel místo jako učitel kreslení na střední škole El Mokrani v alžírském městě Ben Aknoun. Krátce poté pak odešel ze země do Toulonu, přičemž odchod ze země těžce psychicky nesl.

### Úmrtí
Oskar Spielmann zemřel 20. února 1974 v Toulonu ve věku 72 let. 

## Dílo
Vytvářel kolorované malby často řazené k orientalismu, stejně tak je řazen mezi představitele tzv. alžírské školy (mj. spolu se spisovatelem a osobním přítelem Emmanuelem Roblèsem). Vyzkoušel si též techniku rytiny, obor, ve kterém těžil z rad Eugèna Corneaua.
Ilustroval také dva knižní tituly: knihu Robaï perského středověkého učence Omara Khayyama (Editions de l'Empire, 1947) a Žárlivý manžel od Miguela Cervanta (překlad Emmanuel Roblès, Editions Charlot).
V roce 1960 vytvořil rozměrnou nástěnnou malbu pro paramedickou školu Hussein-Dey.
Řada jeho děl je uchována v Národním muzeu výtvarných umění v Alžíru. V Brněnské galerii je pak uloženo jeho dílo Svatý Šebestián. Dále jsou jeho díla vystavena v alžírských muzeích Zabana v Oranu a Cirta v Constantine.